# Lambert II Suła van Krakau
Lambert II Suła van Krakau (overleden op 22 augustus 1071) was de vijfde bisschop van Krakau en van adellijke afkomst. Hij werd in 1037 priester en overzag als bisschop de voltooiing van de Wawelkathedraal. Ook stichtte hij de kathedraal-school in Krakau.
Suła nam Stanislaus Szczepanowski (zijn latere opvolger) in dienst als kanunnik van de kathedraal.